# Jowpīsh
Jowpīsh (persiska: جوپیش) är en ort i Iran.   Den ligger i provinsen Gilan, i den norra delen av landet, 220 km nordväst om huvudstaden Teheran. Jowpīsh ligger 5 meter över havet och antalet invånare är 184.
Terrängen runt Jowpīsh är platt, och sluttar norrut.Runt Jowpīsh är det ganska tätbefolkat, med 155 invånare per kvadratkilometer. Närmaste större samhälle är Lāhījān, 10,5 km öster om Jowpīsh. Trakten runt Jowpīsh består till största delen av jordbruksmark.